# 紹伯山 (薩爾茲卡默古特山脈)
47°48′46″N 13°18′44″E / 47.81278°N 13.31222°E

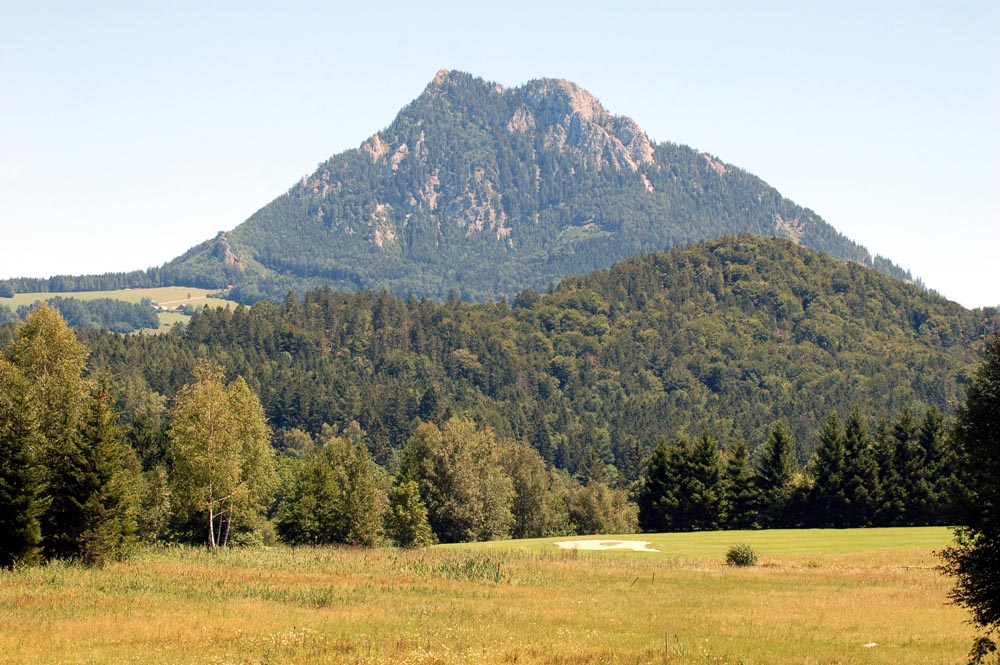

紹伯山（德語：Schober），是奧地利的山峰，位於該國中部，處於上奧地利州和薩爾茨堡州接壤的邊界，屬於薩爾茲卡默古特山脈的一部分，海拔高度1,328米。